# 輪鼓
輪鼓（りゅうご）とは、独楽の一種。空中独楽、デアボロ、ディアボロなどとも呼ばれる。その名の通り、他の独楽とは違い、地面で回さず空中で操作するのが特徴である。

## 構造
木製。中央の部分にくびれが生じた、リンゴの芯のような形状をしている。名前は鼓に形状が似ていることに由来する。

## 遊び方
細い糸をくびれの部分に挟み、糸を操作して独楽を動かしたり、空中に投げてキャッチするなどして遊ぶ。

## 歴史

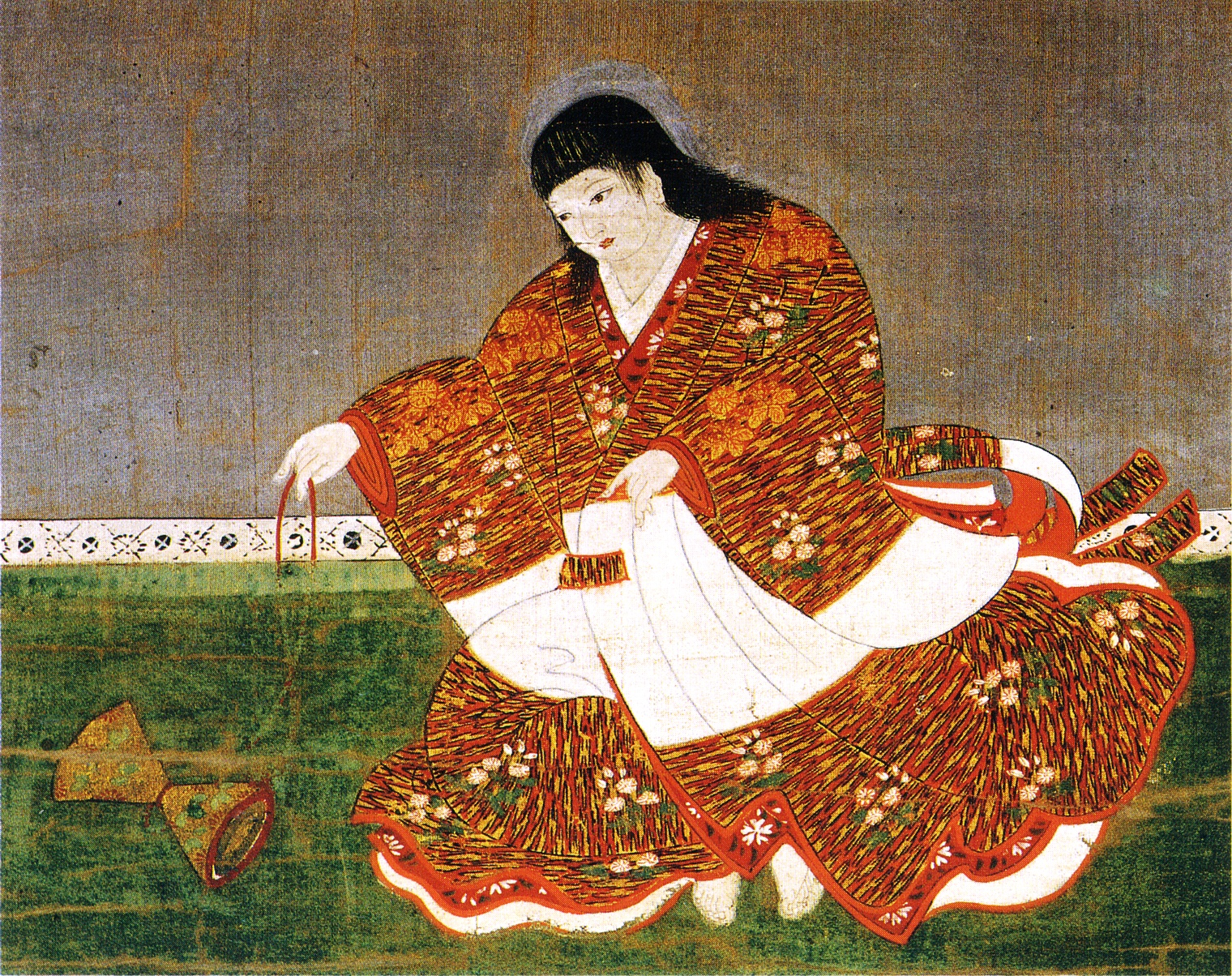
輪鼓で遊ぶ安徳天皇

中国の唐の時代に流行していた。日本には平安時代に渡来、鎌倉時代の頃には、大衆の玩具として普及していた。室町時代になると放下という専門の業師も現れるようになったが、江戸時代には衰退。明治時代になり、再び玩具としての人気を博すようになった。デアボロという名称も、この頃定着した。同じ頃、ヨーロッパにも中国より渡来して、世界規模で流行した。現在は往時ほどの人気こそないが、長崎や栃木、福島などに郷土玩具として伝わり、製造されている。